# Iisaku (gemeente)
Iisaku (Estisch: Iisaku vald) was tot in 2017 een gemeente in de Estische provincie Ida-Virumaa. De gemeente telde 1189 inwoners op 1 januari 2017 en had een oppervlakte van 257,4 km². De hoofdplaats was Iisaku, nu de hoofdplaats van de gemeente Alutaguse.
Sinds oktober 2017 maakt Iisaku deel uit van de gemeente Alutaguse, net als de voormalige gemeenten Alajõe, Illuka, Mäetaguse en Tudulinna.

## Geografie

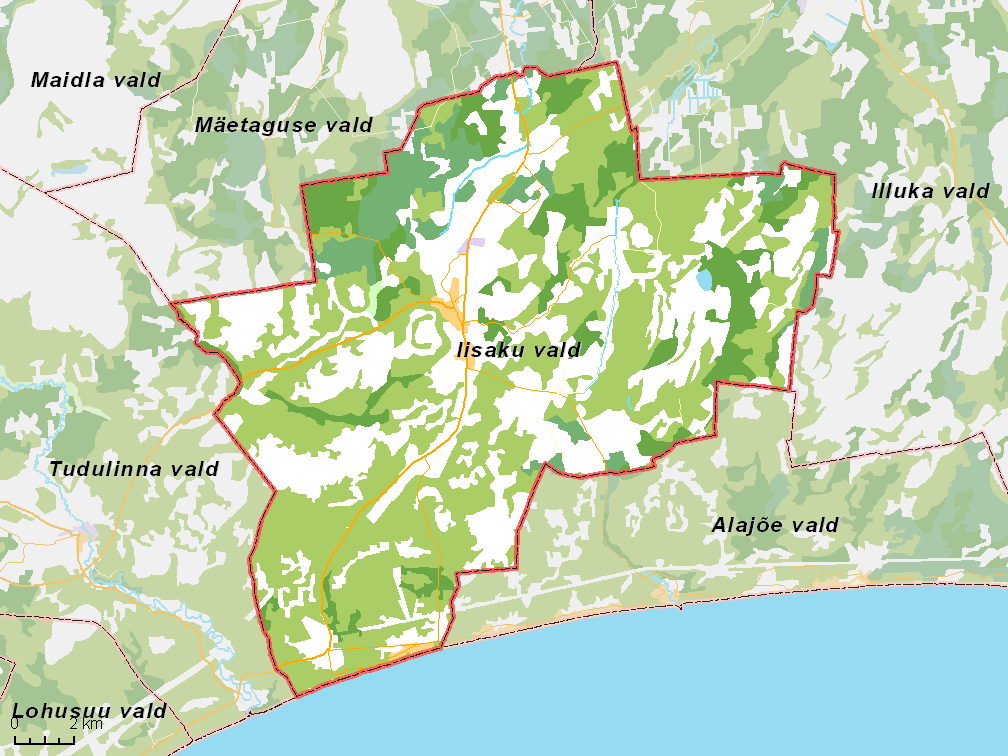
De gemeente met omliggende gemeenten